# Iizuna Kogen
Iizuna Kogen est une station de sports d'hiver située à Iizuna dans la préfecture de Nagano au Japon.

## Historique
La station accueille les épreuves de ski acrobatique des Jeux olympiques d'hiver de 1998 sur des installations temporaires. Des compétitions de bosses et de sauts sont disputées.